# Wspólnota administracyjna Schlotheim
Wspólnota administracyjna Schlotheim (niem. Verwaltungsgemeinschaft Schlotheim) – dawna wspólnota administracyjna w Niemczech, w kraju związkowym Turyngia, w powiecie Unstrut-Hainich. Siedziba wspólnoty znajdowała się w mieście Schlotheim.
Wspólnota administracyjna zrzeszała osiem gmin, w tym jedną gminę miejską (Stadt) oraz siedem gmin wiejskich (Gemeinde): 
1. Bothenheilingen
2. Issersheilingen
3. Kleinwelsbach
4. Körner
5. Marolterode
6. Neunheilingen
7. Obermehler
8. Schlotheim, miasto

31 grudnia 2019 wspólnota została rozwiązana. Miasto Schlotheim oraz gminy Bothenheilingen, Issersheilingen, Kleinwelsbach, Neunheilingen i Obermehler utworzyły nowe miasto Nottertal-Heilinger Höhen. Nowo utworzone miasto pełni funkcję "gminy realizującej" (niem. "erfüllende Gemeinde") dla gmin Körner oraz Marolterode.